# Погорелки (Мышкинский район)
Погорелки  — деревня Охотинского сельского поселения Мышкинского района Ярославской области.
Деревня расположена на дороге, соединяющей центр сельского поселения Охотино с деревней Дубровки, стоящей на правом, северном берегу реки Юхоть. Она удалена на расстояние около 1,5 км от берега Юхоти и от берега Волги. Южнее её, на той же дороге в сторону Дубровки стоит деревня Дегтярёво.
Деревня Погорелки указана на плане Генерального межевания Рыбинского уезда 1792 года.
На 1 января 2007 года в деревне Погорелки числилось 3 постоянных жителя . Почтовое отделение, находящееся в селе Охотино, обслуживает в деревне 8 домов .